# Mario Maloča
Mario Maloča (* 4. Mai 1989 in Zagreb) ist ein kroatischer Fußballspieler. Aktuell steht er bei HNK Gorica unter Vertrag.

## Karriere

### Verein
Maloča startete seine Karriere in der Jugendabteilung des kroatischen Vereins Dinamo Zagreb. 2007 wechselte er zu Hajduk Split, nachdem er zuvor bei NK Zagreb, Inter Zaprešić und NK Kamen Ingrad Velika gespielt hatte. In der Saison 2007/08 gab er sein Debüt in der kroatischen Liga gegen HNK Šibenik. Er entwickelte sich sofort zum Stammspieler und unterschrieb zum Ende der Saison einen Fünfjahresvertrag. Im Januar 2012 verletzte sich Maloča am Knie und fiel für den Rest der Saison aus.
Zur Saison 2017/2018 wechselte Maloča zur SpVgg Greuther Fürth. Nach zwei Spielzeiten beim Kleeblatt verließ er den Verein und schloss sich seinem alten Verein Lechia Gdańsk an. Im Sommer 2023 kehrte er nach Kroatien zurück und schloss sich HNK Gorica an.

### Nationalmannschaft
Maloča durchlief von der U19 an alle Nationalmannschaften der Kroaten. Sein Debüt in der A-Nationalmannschaft gab er am 15. August 2012 im Länderspiel gegen die Schweiz.

## Erfolge
Hajduk Split
- Kroatischer Pokalsieger: 2010, 2013

Lechia Gdańsk
- Polnischer Supercupsieger: 2020